# Carl Wilhelm von Bessel
Carl Wilhelm von Bessel (* 12. Oktober 1727 in Plantikow; † 12. Dezember 1800 in Prenzlau) war ein preußischer Kammerbeamter. Er leitete ab 1763 die Kammerdeputation zu Köslin und war von 1787 bis 1795 Präsident der Pommerschen Kriegs- und Domänenkammer.
Die Familie von Bessel stammte aus dem Fürstentum Minden. Sein Vater Georg Eberhard von Bessel (* 1685; † 1755) war pensionierter Regierungsrat, ab 1735 mit dem Titel eines Geheimen Rates; er hatte 1725 die Güter Plantikow und Cramonsdorf in Hinterpommern wiederkäuflich auf 30 Jahre erworben. Seine Mutter war eine geborene von Hacke. Sein Onkel Victor Carl Moritz von Bessel (1700–1786) wurde Präsident der Kriegs- und Domänenkammer in Kleve.
Bessel studierte ab 1746 Rechtswissenschaften an der Universität Halle, trat aber bereits 1747 in die preußische Armee ein. In der Schlacht von Kolin 1757 verlor er ein Bein durch einen Kanonenschuss. Nach dem Ende des Siebenjährigen Krieges schied er 1763 aus der Armee aus.
1763 wurde Bessel zum Direktor der neugebildeten Kammerdeputation zu Köslin ernannt. Diese Kammerdeputation mit Sitz in Köslin war für das östliche Hinterpommern, das Gebiet der sogenannten Hinterkreise, zuständig. Dabei unterstand sie dem Präsidenten der Pommerschen Kriegs- und Domänenkammer in Stettin. Bessel bemühte sich 1775, seine Kammerdeputation aus der Unterstellung unter die Kriegs- und Domänenkammer in Stettin zu lösen, doch lehnte König Friedrich II. dies ab. 1786 wurde die Kammerdeputation wieder aufgelöst und Bessel wurde als erster Kammerdirektor zur Kammer in Stettin versetzt.
In Stettin wurde Bessel 1787, nach dem Tod des Kammerpräsidenten Hans Friedrich von Schöning, zum neuen Präsidenten der Pommerschen Kriegs- und Domänenkammer ernannt. Im Jahre 1795 wurde er auf seinen Wunsch mit Pension in den Ruhestand versetzt; im Amt folgte ihm Johann Friedrich von Schütz. Bessel lebte als Pensionär in Prenzlau, wo er im Jahre 1800 starb.
Carl Wilhelm von Bessel war seit 1768 mit Caroline von Winckelmann verheiratet, einer Tochter des späteren Kammerdirektors Christian Ludwig von Winckelmann. Aus der Ehe gingen acht Kinder hervor.